# Sybase
Sybase (Eigenschreibweise: Sybase, ein SAP-Unternehmen) ist ein US-amerikanischer Anbieter von Unternehmens- und Mobilitätssoftware für das Management, die Analyse und Mobilisierung von Informationen. In diese Bereiche fallen vor allem Datenbanken, Entwicklungs- und Design-Werkzeuge, Synchronisations- und Replikations-Software sowie Produkte für das Mobile Enterprise (PDA, Handy, …), zu dem auch Dienste (SMS, MMS, IMS, Mobile Payment, …) für Mobilfunkunternehmen gehören. Sybase ist eine Tochtergesellschaft der SAP SE.
Sybase unterhält Niederlassungen und Büros in über 60 Ländern (Stand Juli 2011) und beschäftigte Ende 2010 weltweit 3.726 Mitarbeiter.

## Geschichte

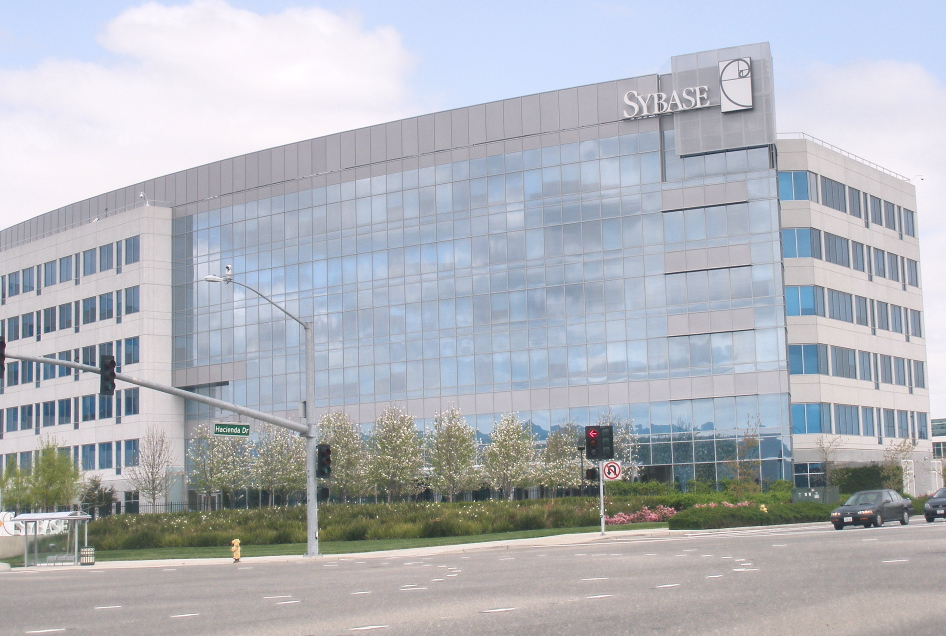
Konzernzentrale von Sybase in Dublin (Kalifornien)

- Das Unternehmen Sybase (anfangs noch unter dem Namen Systemware) wurde 1984 von Mark Hoffman und Bob Epstein in Berkeley (Kalifornien) gegründet.
- Anfang 1988 ging Sybase eine Partnerschaft mit Microsoft und Ashton-Tate ein, um den Sybase SQL Server für das neue Betriebssystem OS/2 anzupassen und als Microsoft SQL Server zu vermarkten.
- Im November 1994 übernahm Sybase das Unternehmen Powersoft, welches zuvor Eigentümer von Watcom geworden war.
- Im Mai 2000 gründete Sybase das Tochterunternehmen iAnywhere Solutions.
- Im Februar 2003 übernahm Sybase AvantGo und stärkt damit die Position von iAnywhere.
- Im Mai 2004 integrierte Sybase die erworbenen Unternehmen XcelleNet und Dejima in iAnywhere.
- Im Mai 2005 erweiterte Sybase seine Informationsmanagement- und Mobilitätslösungen durch den Erwerb von ISDD und Avaki.
- Im Juni 2006 erwarb Sybase die Solonde AG.[4]
- Im November 2006 übernahm Sybase Mobile 365, einen Dienstleister für internationalen SMS- und MMS-Austausch für Netzwerkprovider und Anbieter von Premiumdiensten.
- Anfang 2009 übernahm Sybase die Paybox Solution AG aus Raunheim mit deren Angebot an Produkten für mobile Zahlungen und integrierte sie in Sybase 365. 2008 wurden von Sybase 365 mehr als 200 Milliarden Nachrichten (SMS und MMS) weitergeleitet.
- Am 12. Mai 2010 wurde bekannt, dass der Verwaltungsrat von Sybase der Übernahme durch SAP zugestimmt hat.[5] SAP konnte die Übernahme von Sybase am 30. Juli 2010 abschließen. Seitdem ist Sybase eine hundertprozentige Tochtergesellschaft von SAP America.[6]

## Produkte
Zu den bekanntesten Sybase-Produkten zählen:

### Datenbankmanagement
- Adaptive Server Enterprise (ASE): ist ein relationales Datenbankmanagementsystem für unternehmenskritische, datenintensive Umgebungen
- SQL Anywhere (ehemals Watcom SQL): ist eine Lösungssuite von Technologien für Datenmanagement, -synchronisierung und -austausch, welche die Entwicklung und Bereitstellung von Datenbank-basierten Anwendungen in Remote- sowie mobilen Umgebungen ermöglicht
- Advantage Database Server (ADS): Advantage Database Server bietet einen Wachstumspfad für eingebettete Datenbankanwendungen, die mit Enterprise-Funktionalitäten erweitert werden können
- Sybase Replication Server: die Technologie zur Datenreplikation ermöglicht die Nutzung bestehender Anwendungen an mehreren Standorten und Regionen

### Analyse & Business Intelligence
- Sybase IQ: ein Analyse-Server, um für unternehmenskritische Business-Intelligence-, Analyse- und Data-Warehousing-Lösungen auf jeder Standard-Hardware und jedem Betriebssystem Ergebnisse zu liefern
- Sybase RAP: „Rapid Application Processing“ ist eine integrierte Plattform für historische Analysen und Echtzeitanalysen
- Complex Event Processing (CEP): eine Plattform für komplexe Ereignisverarbeitung, die in Unternehmen netzübergreifende Continuous Intelligence™ für eine schnelle Findung und Umsetzung von Geschäftsentscheidungen liefert

### Mobile Unternehmenslösungen
- Afaria: Unternehmenslösung für Management, Verwaltung und Sicherheit mobiler Geräte
- Sybase Unwired Platform (SUP): ermöglicht die Entwicklung von Anwendungen für das mobile Unternehmen, mit denen mobile Mitarbeiter zu jeder Zeit und an jedem Ort auf Geschäftsdaten zugreifen können
- SQL Anywhere: ist eine Lösungssuite von Technologien für Datenmanagement, -synchronisierung und -austausch, welche die schnelle Entwicklung und Bereitstellung von Datenbank-basierten Anwendungen in Remote- sowie mobilen Umgebungen ermöglicht

### Weitere Produkte
- PowerBuilder
- PowerDesigner
- mCommerce 365 (mBanking, mPayments, mRemittance)
- Sybase 365 (SMS, IPX, GRX, Operator Analytics)
- M-Business Anywhere (AvantGo)